# Възнесение Господне (Ногаевци)
„Възнесение Господне/Христово“ или „Свети Спас“ (на македонска литературна норма: „Вознесение Господне/Христово“, „Свети Спас“) е възрожденска православна църква във велешкото село Ногаевци, централната част на Северна Македония. Църквата е построена от 1800 до 1820 година. Разположена е в центъра на селото. Царските двери и престолната икона на Исус Христос са от XVII век.
- Църквата „Свети Спас“
- Царските двери, XVII век